# Бливенсторф
Бливенсторф (нем. Blievenstorf) — община в Германии, в земле Мекленбург-Передняя Померания.
Входит в состав района Людвигслуст. Подчиняется управлению Нойштадт-Глеве.  Население составляет 447 человек (на 31 декабря 2010 года). Занимает площадь 21,39 км².